# Niederländische Badmintonmeisterschaft 1941
Die Niederländische Badmintonmeisterschaft 1941 war die neunte Austragung der nationalen Titelkämpfe im Badminton in den Niederlanden. Sie fanden am 22. und 23. Februar 1941 in Den Haag statt. Das Endspiel im Dameneinzel zwischen Annie W. Koch und Dresselhuys wurde vertagt.

## Finalergebnisse
| Disziplin    | Sieger                          | Finalist                   | Ergebnis         |
| ------------ | ------------------------------- | -------------------------- | ---------------- |
| Herreneinzel | Edward H. den Hoed              | J. P. H. Woltman           | 15-7, 15-9       |
| Herrendoppel | J. P. H. Woltman O. C. Koch     | Karsten Edward H. den Hoed | 15-3, 8-15, 15-9 |
| Mixed        | J. P. H. Woltman H. Dresselhuys | H. Ernst Annie W. Koch     | 15-8, 15-10      |